# The Walking Dead
The Walking Dead é uma série de histórias em quadrinhos publicada nos Estados Unidos pela Image Comics de 8 de outubro de 2003 à 3 de julho de 2019. A história foi criada e escrita por Robert Kirkman e desenhada por Tony Moore, que foi substituído por Charlie Adlard a partir da edição número 7, mas Tony continuou a desenhar as capas até a edição número 24. A série não teve grandes vendas durante seu lançamento, mas ganhou grande popularidade com o tempo. Em 2006, a primeira tiragem da trigésima terceira edição da série esgotou em apenas 24 horas. Em 2010, a série em quadrinhos foi adaptada como  série de televisão pelo canal  AMC, e no mesmo ano ganhou o prêmio Eisner Award de Melhor série contínua, anunciado na San Diego Comic-Con.
A série é focada em um grupo de sobreviventes que lutam para superar o caos de um apocalipse de zumbis. Embora na realidade a causa do aparecimento dos zumbis não seja totalmente revelada, o enredo permite sentir o desenvolvimento humano e pessoal dos personagens e as formas de enfrentar o panorama de perseguição, destruição e morte causado pelos zumbis, conhecido pelos personagens como caminhantes, errantes, bichos ou mordedores, mas a palavra zumbi nunca é usada para descrevê-los. De acordo com Robert Kirkman, isso ocorre porque dentro do mundo de The Walking Dead não existiu filmes, quadrinhos, videogames, livros ou qualquer coisa do gênero mencionando a criatura zumbi.
A série em quadrinhos foi lançada no Brasil em 2006 pela HQM Editora em edições encadernadas com o título Os Mortos-Vivos. Ela segue os mesmos moldes das encadernações americanas, porém ao final de cada volume eles colocam as capas originas da série e um posfácio escrito por um convidado. Em 2012, após o crescente sucesso da série de televisão, a editora lançou uma revista mensal com o título original The Walking Dead. A editora publicou 18 volumes encadernados entre 2006 e 2015 e 48 edições mensais da revista entre 2012 e 2017. Ainda em 2017, o título foi adquirido pela Panini Brasil Ltda, que está publicando encadernados de onde a HQM Editora parou e também publicando encadernados começando do número 1 da revista.
A série de histórias em quadrinhos também inspirou a produção de outras mídias formando uma grande franquia, incluindo videogames (como o videogame The Walking Dead), séries de televisão (Fear the Walking Dead, World Beyond, Tales of the Walking Dead, Dead City, Daryl Dixon e The Ones Who Live), séries para web (The Walking Dead: Torn Apart, The Walking Dead: Cold Storage, The Walking Dead: The Oath e The Walking Dead: Red Machete), e várias publicações adicionais, incluindo romances como The Walking Dead: Rise of the Governor.

## Premissa
The Walking Dead é centrado em Rick Grimes, um vice-xerife da Geórgia que é ferido durante um tiroteio e acaba em coma. Quando ele acorda, ele percebe que está em um mundo devastado por mortos-vivos que só desejam devorar todos os seres vivos que cruzam seu caminho. Sem saber o que aconteceu ao seu redor, Rick sai em busca de sua família. Em Atlanta, ele conhece um grupo de sobreviventes, que por coincidência inclui sua esposa e filho. Aos poucos ele assume o papel de líder do grupo e com o progresso da série, os personagens tornam-se mais desenvolvidos e suas personalidades são demonstradas sob a tensão de um apocalipse zumbi, especialmente a de Rick.

## Personagens
Rick Grimes é o protagonista, um policial que está em coma quando o apocalipse zumbi começa. Com sua esposa Lori e filho Carl, ele se junta a grupos com outros sobreviventes. Entre alguns personagens notáveis da série estão: Shane, ex-melhor amigo de Rick que secretamente mantém uma relação sexual com Lori; Andrea e sua irmã Amy; Glenn, um entregador de pizza; Dale, um vendedor de carros; Carol e sua filha Sophia. Ao longo da história vão aparecendo mais personagens apresentando a narrativa de suas próprias histórias como Tyreese, Michonne e O Governador.

## História das publicações
A proposta original de Kirkman e Moore era para uma continuação de A Noite dos Mortos-Vivos, de George A. Romero, com a série ocorrendo na década de 1960. O co-fundador da Image Comics, Jim Valentino, sugeriu usar um conceito original para que os criadores fossem os donos da propriedade. O lançamento revisado se tornou The Walking Dead.
The Walking Dead estreou em 2003, publicado pela Image Comics, com arte de Tony Moore para as seis primeiras edições e Cliff Rathburn sombreando a arte após a edição #5. Charlie Adlard assumiu como artista na edição #7, após ser abordado por Kirkman. Moore também criou a arte da capa das primeiras 24 edições. O restante foi feito por Adlard.
Quando a série de televisão estreou em outubro de 2010, a Image Comics anunciou o The Walking Dead Weekly. As primeiras 52 edições da série começaram a ser reimpressas em 5 de janeiro de 2011, com uma edição por semana durante um ano. Os quadrinhos também foi periodicamente republicada em volumes comerciais contendo seis edições cada, e foi lançado livros de capa dura com doze edições e edições omnibus com vinte e quatro edições.
Em 3 de julho de 2019, Kirkman confirmou através da seção "Letters Hacks" da edição #193 que a edição encerraria a série, sem anúncios ou avisos anteriores. Kirkman optou por encerrar a história em quadrinhos em seus próprios termos; ele declarou em sua carta na edição nº 193 que parte do motivo para encerrar era que ele temia não ter material para continuar a série em várias outras edições. Ele imaginou que a série terminaria na época em que Rick Grimes e seus aliados chegassem à Commonwealth, uma grande comunidade humana protegida dos caminhantes, pois isso permitiria que ele fizesse um arco completo. No entanto, ele descobriu que chegou lá muito cedo em termos de questões, com a Commonwealth aparecendo pela primeira vez em torno da edição #150, e Kirkman temeu que não houvesse nenhuma maneira de chegar a a edição #300 com as ideias que ele tinha deixado. Esse final veio após a morte de Rick Grimes, na edição #192. Kirkman manteve o fim da série em segredo enquanto trabalhava com Adlard para criar a arte da capa e solicitar informações para os distribuidores da Diamond Comic para edições inexistentes até o nº 196 que teria sido lançado até outubro de 2019, criando um enredo que sugeria a morte de Carl Grimes, filho de Rick, após a morte de Rick. Kirkman disse que a história em quadrinhos de The Walking Dead sempre foi construída sobre a surpresa, e sentiu que era necessário surpreender os leitores com o final da série depois de cobrir o suficiente das consequências da morte de Rick nas edições #192 e #193.
A Image Comics anunciou em julho de 2020 que irá republicar os quadrinhos completos de The Walking Dead em cores, com cores de Dave McCaig. A primeira edição da reimpressão está programada para lançamento em 7 de outubro de 2020, com quadrinhos subsequentes a serem lançados duas vezes por mês a partir de novembro de 2020. Não há planos atuais para lançar volumes comerciais.

## Publicações

### Volumes
A série em quadrinhos foi publicada em edições curtas, com uma quantidade de páginas por volta de 30, e por volumes que continham no minimo seis edições. Cada edição era lançada uma vez por mês e cada volume era lançado após um ano.
| Título em Inglês                                  | Título em Português                                  | ISBN               | Data de lançamento     | Material Publicado (Edições) | Período de publicação das edições |
| ------------------------------------------------- | ---------------------------------------------------- | ------------------ | ---------------------- | ---------------------------- | --------------------------------- |
| The Walking Dead Vol. 1: Days Gone Bye            | The Walking Dead Vol. 1: Dias Passados               | ISBN 1-58240-358-9 | 12 de maio de 2004     | The Walking Dead #1–6        | Outubro de 2003 - Março de 2004   |
| The Walking Dead Vol. 2: Miles Behind Us          | The Walking Dead Vol. 2: Caminhos Trilhados          | ISBN 1-58240-413-5 | 24 de novembro de 2004 | The Walking Dead #7–12       | Abril de 2004 - Setembro de 2004  |
| The Walking Dead Vol. 3: Safety Behind Bars       | The Walking Dead Vol. 3: Segurança Atrás das Grades  | ISBN 1-58240-487-9 | 18 de maio de 2005     | The Walking Dead #13–18      | Outubro de 2004 - Abril de 2005   |
| The Walking Dead Vol. 4: The Heart's Desire       | The Walking Dead Vol. 4: Desejos Carnais             | ISBN 1-58240-530-1 | 30 de novembro de 2005 | The Walking Dead #19–24      | Junho de 2005 - Novembro de 2005  |
| The Walking Dead Vol. 5: The Best Defense         | The Walking Dead Vol. 5: A Melhor Defesa             | ISBN 1-58240-612-X | 27 de setembro de 2006 | The Walking Dead #25–30      | Janeiro de 2006 - Agosto de 2006  |
| The Walking Dead Vol. 6: This Sorrowful Life      | The Walking Dead Vol. 6: Vida de Agonia              | ISBN 1-58240-684-7 | 11 de abril de 2007    | The Walking Dead #31–36      | Setembro de 2006 - Março de 2007  |
| The Walking Dead Vol. 7: The Calm Before          | The Walking Dead Vol. 7: Momentos de Calmaria        | ISBN 1-58240-828-9 | 26 de setembro de 2007 | The Walking Dead #37–42      | Abril de 2007 - Setembro de 2007  |
| The Walking Dead Vol. 8: Made to Suffer           | The Walking Dead Vol. 8: Nascidos para Sofrer        | ISBN 1-58240-883-1 | 25 de junho de 2008    | The Walking Dead #43–48      | Outubro de 2007 - Abril de 2008   |
| The Walking Dead Vol. 9: Here We Remain           | The Walking Dead Vol. 9: Aqui Permanecemos           | ISBN 1-60706-022-1 | 21 de janeiro de 2009  | The Walking Dead #49–54      | Maio de 2008 - Novembro de 2008   |
| The Walking Dead Vol. 10: What We Become          | The Walking Dead Vol. 10: O Que Nos Tornamos         | ISBN 1-60706-075-2 | 12 de agosto de 2009   | The Walking Dead #55–60      | Novembro de 2008 - Abril de 2009  |
| The Walking Dead Vol. 11: Fear the Hunters        | The Walking Dead Vol. 11: Tema os Caçadores          | ISBN 1-60706-122-8 | 6 de janeiro de 2010   | The Walking Dead #61–66      | Maio de 2009 - Outubro de 2009    |
| The Walking Dead Vol. 12: Life Among Them         | The Walking Dead Vol. 12: A Vida Entre Eles          | ISBN 1-60706-254-2 | 3 de agosto de 2010    | The Walking Dead #67–72      | Novembro de 2009 - Maio de 2010   |
| The Walking Dead Vol. 13: Too Far Gone            | The Walking Dead Vol. 13: Fomos Muito Longe          | ISBN 1-60706-329-8 | 23 de novembro de 2010 | The Walking Dead #73–78      | Junho de 2010 - Outubro de 2010   |
| The Walking Dead Vol. 14: No Way Out              | The Walking Dead Vol. 14: Sem Saída                  | ISBN 1-60706-392-1 | 22 de junho de 2011    | The Walking Dead #79–84      | Novembro de 2010 - Abril de 2011  |
| The Walking Dead Vol. 15: We Find Ourselves       | The Walking Dead Vol. 15: Nos Encontramos            | ISBN 1-60706-440-5 | 27 de dezembro de 2011 | The Walking Dead #85–90      | Maio de 2011 - Outubro de 2011    |
| The Walking Dead Vol. 16: A Larger World          | The Walking Dead Vol. 16: Um Mundo Maior             | ISBN 1-60706-559-2 | 6 de junho de 2012     | The Walking Dead #91–96      | Novembro de 2011 - Abril de 2012  |
| The Walking Dead Vol. 17: Something to Fear       | The Walking Dead Vol. 17: Algo a Temer               | ISBN 1-60706-615-7 | 21 de novembro de 2012 | The Walking Dead #97-102     | Maio de 2012 - Setembro de 2012   |
| The Walking Dead Vol. 18: What Comes After        | The Walking Dead Vol. 18: O Que Vem a Seguir         | ISBN 1-60706-687-4 | 18 de junho de 2013    | The Walking Dead #103–108    | Outubro de 2012 - Março de 2013   |
| The Walking Dead Vol. 19 : March to War           | The Walking Dead Vol. 19: Marcha para a Guerra       | ISBN 1-60706-818-4 | 13 de novembro de 2013 | The Walking Dead #109–114    | Abril de 2013 - Setembro de 2013  |
| The Walking Dead Vol. 20 : All Out War (Part One) | The Walking Dead Vol. 20: Guerra Total (Parte Um)    | ISBN 1-60706-882-6 | 11 de março de 2014    | The Walking Dead #115–120    | Outubro de 2013 - Janeiro de 2014 |
| The Walking Dead Vol. 21 : All Out War (Part Two) | The Walking Dead Vol. 21: Guerra Total (Parte Dois)  | ISBN 1-63215-030-1 | 29 de julho de 2014    | The Walking Dead #121–126    | Fevereiro de 2014 - Abril de 2014 |
| The Walking Dead Vol. 22 : A New Beginning        | The Walking Dead Vol. 22: Um Novo Começo             | ISBN 1-63215-041-7 | 5 de novembro de 2014  | The Walking Dead #127–132    | Maio de 2014 - Outubro de 2014    |
| The Walking Dead Vol. 23: Whispers Into Screams   | The Walking Dead Vol. 23: Sussurros Viram Gritos     | ISBN 1-63215-258-4 | 12 de maio de 2015     | The Walking Dead #133–138    | Outubro de 2014 - Março de 2015   |
| The Walking Dead Vol. 24: Life and Death          | The Walking Dead Vol. 24: Vida e Morte               | ISBN 1-63215-402-1 | 26 de agosto de 2015   | The Walking Dead #139–144    | Março de 2015 - Julho de 2015     |
| The Walking Dead Vol. 25: No Turning Back         | The Walking Dead Vol. 25: Sem Retorno                | ISBN 1-63215-659-8 | 5 de abril de 2016     | The Walking Dead #145–150    | Agosto de 2015 - Janeiro de 2016  |
| The Walking Dead Vol. 26: Call to Arms            | The Walking Dead Vol. 26: Convocação                 | ISBN 1-63215-917-1 | 14 de setembro de 2016 | The Walking Dead #151–156    | Fevereiro de 2016 - Julho de 2016 |
| The Walking Dead Vol. 27: The Whisperer War       | The Walking Dead Vol. 27: A Guerra dos Sussurradores | ISBN 1-53430-052-X | 7 de março de 2017     | The Walking Dead #157–162    | Agosto de 2016 - Janeiro de 2017  |
| The Walking Dead Vol. 28: A Certain Doom          | The Walking Dead Vol. 28: Um Destino Certo           | ISBN 1-53430-244-1 | 3 de outubro de 2017   | The Walking Dead #163–168    | Fevereiro de 2017 - Junho de 2017 |
| The Walking Dead Vol. 29: Lines We Cross          | The Walking Dead Vol. 29: Linhas Que Cruzamos        | ISBN 1-53430-497-5 | 13 de março de 2018    | The Walking Dead #169–174    | Julho de 2017 - Dezembro de 2017  |
| The Walking Dead Vol. 30: New World Order         | The Walking Dead Vol. 30: Nova Ordem Mundial         | ISBN 1-53430-884-9 | 5 de setembro de 2018  | The Walking Dead #175–180    | Janeiro de 2018 - Junho de 2018   |
| The Walking Dead Vol. 31: The Rotten Core         | The Walking Dead Vol. 31: O Caroço Podre             | ISBN 1-53431-052-5 | 12 de março de 2019    | The Walking Dead #181–186    | Julho de 2018 - Dezembro de 2018  |
| The Walking Dead Vol. 32: Rest In Peace           | The Walking Dead Vol. 32: Descanse Em Paz            | ISBN 1-53431-241-2 | 13 de agosto de 2019   | The Walking Dead #187–193    | Janeiro de 2019 - Julho de 2019   |

### Coleção com capa dura
Todas as capas duras contêm o conteúdo dos quadrinhos, incluindo as capas e, em alguns casos, material de bônus. O tamanho do acabamento dos livros é maior do que o das brochuras. Cada capa dura contém dois arcos de história da série. Versões assinadas dos livros estão disponíveis, cada uma limitada a 310 peças.
| Título                          | ISBN                | Data de lançamento      | Material publicado (Edições) | Personagem da capa         |
| ------------------------------- | ------------------- | ----------------------- | ---------------------------- | -------------------------- |
| The Walking Dead: Book One      | ISBN 978-1582406190 | 19 de julho de 2006     | The Wlking Dead #1–12        | Rick                       |
| The Walking Dead: Book Two      | ISBN 978-1582406985 | 7 de março de 2007      | The Walking Dead #13–24      | Michonne                   |
| The Walking Dead: Book Three    | ISBN 978-1582408255 | 19 de dezembro 2007     | The Walking Dead #25–36      | The Governor               |
| The Walking Dead: Book Four     | ISBN 978-1607060000 | 29 de outubro de 2008   | The Walking Dead #37–48      | Lori e Judith              |
| The Walking Dead: Book Five     | ISBN 978-1607061717 | 5 de maio de 2010       | The Walking Dead #49–60      | Abraham                    |
| The Walking Dead: Book Six      | ISBN 978-1607063278 | 26 de outubro de 2010   | The Walking Dead #61–72      | Carl                       |
| The Walking Dead: Book Seven    | ISBN 978-1607064398 | 18 de outubro de 2011   | The Walking Dead #73–84      | Rick                       |
| The Walking Dead: Book Eight    | ISBN 978-1607065937 | 26 de setembro de 2012  | The Walking Dead #85–96      | Andrea                     |
| The Walking Dead: Book Nine     | ISBN 978-1607067986 | 17 de setembro de 2013  | The Walking Dead #97–108     | Negan                      |
| The Walking Dead: Book Ten      | ISBN 978-1632150349 | 3 de setembro de 2014   | The Walking Dead #109–120    | Ezekiel                    |
| The Walking Dead: Book Eleven   | ISBN 978-1632152718 | 25 de fevereiro de 2015 | The Walking Dead #121–132    | Paul "Jesus" Monroe        |
| The Walking Dead: Book Twelve   | ISBN 978-1632154514 | 30 de setembro de 2015  | The Walking Dead #133–144    | Rick                       |
| The Walking Dead: Book Thirteen | ISBN 978-1632159168 | 5 de outubro de 2016    | The Walking Dead #145–156    | Alpha                      |
| The Walking Dead: Book Fourteen | ISBN 978-1534303294 | 11 de outubro de 2017   | The Walking Dead #157–168    | Dwight                     |
| The Walking Dead: Book Fifteen  | ISBN 978-1534308503 | 10 de outubro de 2018   | The Walking Dead #169–180    | Juanita "Princesa" Sanchez |
| The Walking Dead: Book Sixteen  | ISBN 978-1534313255 | 10 de setembro de 2019  | The Walking Dead #181–193    | Rick                       |

### Edições Ónmibus
Esta edição reúne 24 edições em uma caixa com vários extras. Como as versões de edição limitada, o primeiro volume é autografado por Robert Kirkman e Charlie Adlard com 300 peças disponíveis. O segundo volume tem uma versão padrão de 3000 peças, e há também uma edição deluxe limitada (assinada por Kirkman / Adlard) com 300 peças disponíveis.
| Título                               | ISBN               | Data de lançamento      | Material publicado (Edições) |
| ------------------------------------ | ------------------ | ----------------------- | ---------------------------- |
| The Walking Dead: Volume 1 Deluxe HC | ISBN 1-58240-511-5 | 14 de dezembro de 2005  | The Walking Dead #1–24       |
| The Walking Dead: Volume 2 Deluxe HC | ISBN 1-60706-029-9 | 17 de fevereiro de 2009 | The Walking Dead #25–48      |
| The Walking Dead: Volume 3 Deluxe HC | ISBN 1-60706-330-1 | 2 de fevereiro de 2011  | The Walking Dead #49–72      |
| The Walking Dead: Volume 4 Deluxe HC | ISBN 1-60706-616-5 | 12 de dezembro de 2012  | The Walking Dead #73–96      |
| The Walking Dead: Volume 5 Deluxe HC | ISBN 1-63215-042-5 | 19 de novembro de 2014  | The Walking Dead #97–120     |
| The Walking Dead: Volume 6 Deluxe HC | ISBN 1-63215-521-4 | 2 de dezembro de 2015   | The Walking Dead #121–144    |
| The Walking Dead: Volume 7 Deluxe HC | ISBN 1-53430-335-9 | 7 de novembro de 2017   | The Walking Dead #145–168    |
| The Walking Dead: Volume 8 Deluxe HC | ISBN 1-53431-356-7 | 12 de novembro de 2019  | The Walking Dead #169–193    |

### Edições Compêndio
As edições do compêndio de capa mole coletam aproximadamente 48 edições dos quadrinhos cada. Eles também estão disponíveis como edições de capa dura limitada.
| Título                             | ISBN                | Data de lançamento    | Material publicado (Edições) |
| ---------------------------------- | ------------------- | --------------------- | ---------------------------- |
| The Walking Dead: Compendium One   | ISBN 978-1607060765 | 6 de maio de 2009     | The Walking Daed #1–48       |
| The Walking Dead: Compendium Two   | ISBN 978-1607065968 | 3 de outubro de 2012  | The Walking Daed #49–96      |
| The Walking Dead: Compendium Three | ISBN 978-1632154569 | 13 de outubro de 2015 | The Walking Daed #97–144     |
| The Walking Dead: Compendium Four  | ISBN 978-1534313408 | 8 de outubro de 2019  | The Walking Daed #145–193    |

## Recepção

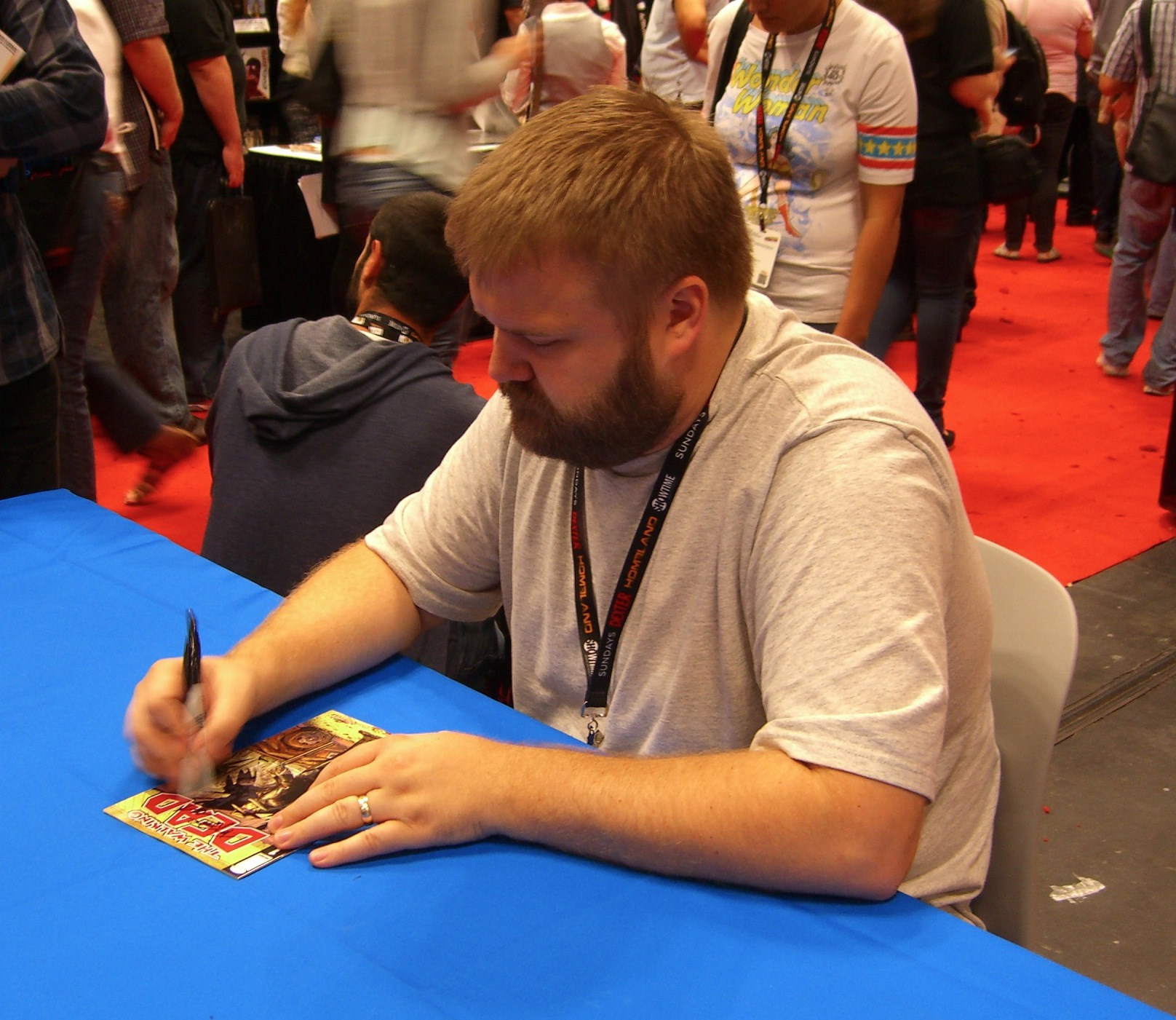
Criador Robert Kirkman assinando uma cópia da primeira edição na New York Comic Con de 2011.

A série foi aclamada pela crítica, ganhando o Prêmio Eisner de Melhor Série Continuada em 2010 e levando Eric Sunde da IGN comics a chamá-la de "uma das melhores HQs mensais disponíveis". Entre seus fãs está o autor Max Brooks. Por causa da popularidade da série, que aumentou consideravelmente quando ela foi adaptada para uma série de televisão de mesmo nome, a arte original do artista Tony Moore para as primeiras edições da série aumentou em valor; no episódio de 28 de março de 2013 do reality show da VH1, For What It's Worth, a arte original de Moore para a página 7 da edição #1 foi avaliada profissionalmente como valendo US$ 20.000.

## Outras mídias

### Séries de televisão
Em 20 de janeiro de 2010, a AMC anunciou oficialmente que eles haviam encomendado um piloto para uma possível série adaptada das história em quadrinhos The Walking Dead, com Frank Darabont e Gale Anne Hurd atuando como os produtores executivos e Darabont como diretor e roteirista também. Toda a série foi pré-encomendada baseada apenas na força do material de origem, os roteiros de televisão e o envolvimento de Darabont. As gravações do piloto começaram em 15 de maio de 2010, em Atlanta, Geórgia, A série estreou em 31 de outubro de 2010 com altas classificações. Em 8 de novembro de 2010, depois de transmitir dois episódios, a AMC renovou The Walking Dead para uma segunda temporada de 13 episódios, que começou em 16 de outubro de 2011. O programa de TV é vagamente inspirado nos quadrinhos, introduzindo novos personagens e se desviando dos quadrinhos em certos pontos da trama.
A quinta temporada estreou em 12 de outubro de 2014, com Scott M. Gimple como o terceiro showrunner do programa. Gimple disse que ficaria mais próximo dos eventos da série de quadrinhos "tanto quanto possível", mas, no final das contas, remixaria histórias com certos personagens, referenciando personagens originais introduzidos no programa e personagens falecidos vivos na história em quadrinhos como uma razão para isso. O próprio Robert Kirkman mencionou que a série seguirá muito mais perto da série de quadrinhos com a execução de Gimple. Com a nona temporada da série, que começou a ser transmitida em outubro de 2018, Angela Kang foi promovida a showrunner com Gimple agora no comando de todas as propriedades de Walking Dead na AMC. Isso também foi acompanhado pelo maior desvio dos quadrinhos, com a saída de Rick Grimes, interpretado por Andrew Lincoln, do show, embora Lincoln vá reprisar Rick em três longas-metragens a serem produzidos como AMC Originals que continuam a história de Rick com Envolvimento de Kirkman.
Uma série de televisão associada, intitulada Fear the Walking Dead, estreou na AMC em 23 de agosto de 2015. A série apresenta novos personagens originais e se passa na cidade de Los Angeles, Califórnia, antes do apocalipse zumbi. Ele explora esses novos personagens conforme o apocalipse começa. A série foi criada por Robert Kirkman e Dave Erickson, com Erickson atuando como showrunner da série.
Durante a San Diego Comic-Con em julho de 2018, o produtor executivo Scott Gimple anunciou que estava trabalhando em uma nova série derivada de The Walking Dead. Em abril de 2019, a AMC encomendou dez episódios para a série. Em julho do mesmo ano, a série recebeu o título de produção Monument para manter suas informações em sigilo. Em 24 de novembro de 2019, Gimple revelou o título oficial do programa como The Walking Dead: World Beyond. Em janeiro de 2020, juntamente com o anúncio da data de estreia da série, a AMC confirmou que o show consistiria em apenas duas temporadas.

### Curta de animação
AMC lançou um curta de animação da primeira parte da edição nº 1 da história em quadrinhos com animação da Juice Films, dublagem de Phil LaMarr e arte de Tony Moore.

### Jogo eletrônico da Telltale Games
A Telltale Games, desenvolvedora de jogos de aventura, garantiu os direitos com Kirkman para fazer um videogame episódico inspirado na série de quadrinhos The Walking Dead em 2011. Enquanto os videogames frequentemente lidam com o gênero zumbi, Kirkman disse do jogo da Telltale que "ele [se concentra] mais na caracterização e na emoção do que na ação" A Telltale optou por uma nova abordagem ao típico jogo de aventura, fazendo com que os jogadores tivessem que tomar decisões por meio de conversas ou por eventos em tempo rápido, que se propagariam ao longo do episódio e como determinantes em futuros, para dar mais peso à natureza do jogo voltada para o personagem.
O jogo da Telltale, The Walking Dead, foi lançado pela primeira vez em 2012 e segue os personagens de Lee Everett, um ex-professor condenado por assassinato, e Clementine, uma pré-adolescente deixada sozinha no início do apocalipse zumbi; contendo ligações com os quadrinhos por breves aparições de Glenn e Hershel Greene, narrativamente antes de suas primeiras aparições na série de quadrinhos. A série foi um sucesso de crítica, com muitos elogios à caracterização de Clementine e Lee, e afirma-se que causou um ressurgimento no declínio do mercado de jogos de aventura desde 2000. A Telltale desenvolveu uma série completa, com três temporadas adicionais, conteúdo adicional para download para a primeira temporada e um título spin-off baseado em Michonne. Em todos, exceto neste spin-off, as escolhas feitas pelos jogadores em jogos anteriores continuaram a definir as histórias das contínuas lutas de Clementine para sobreviver enquanto ela crescia nos anos que se seguiram.
No meio do lançamento da temporada final planejada da série The Walking Dead em 2018, a Telltale Games foi à falência, demitindo a maior parte da equipe e cancelando todos os projetos, incluindo os dois últimos episódios de The Walking Dead. A essa altura, Kirkman havia estabelecido a Skybound Entertainment e estava de olho em uma divisão de jogos. Ele aproveitou a oportunidade para garantir os direitos das propriedades de The Walking Dead da Telltale e contratou temporariamente a maior parte da equipe que estava trabalhando no jogo para que a série pudesse ser concluída, bem como para encerrar a história de Clementine, que ele sentiu que precisava ser feito. Além disso, com esses direitos, Skybound assumiu a publicação futura da série da Telltale e publicará uma versão remasterizada de todas as quatro temporadas e conteúdo adicional, apresentando melhorias gráficas que a Telltale havia feito antes do início da quarta temporada.

### Livros
Uma série de romances baseados nos quadrinhos, escritos por Robert Kirkman e Jay Bonansinga, foram lançados entre 2011 e 2014 com foco no antagonista "O Governador". Tendo lugar no surto inicial, os livros narram suas experiências de sobrevivência no mundo recentemente devastado ao estabelecimento de si mesmo como líder de Woodbury e, finalmente, amarrando a conclusão ao enredo do arco da prisão nos quadrinhos.
Após The Walking Dead: The Fall of the Governor, Bonansinga continuou os romances de Walking Dead como único autor, com o nome de Kirkman afixado no título.
| Título em Inglês                                      | Título em Português                               | ISBN               | Autor                           | Lançamento original   |
| ----------------------------------------------------- | ------------------------------------------------- | ------------------ | ------------------------------- | --------------------- |
| The Walking Dead: Rise of the Governor                | The Walking Dead: A Ascensão do Governador        | ISBN 9780312547738 | Robert Kirkman e Jay Bonansinga | 11 de outubro 2011    |
| The Walking Dead: The Road to Woodbury                | The Walking Dead: O Caminho Para Woodbury         | ISBN 9780312547745 | Robert Kirkman e Jay Bonansinga | 16 de outubro de 2012 |
| The Walking Dead: The Fall of the Governor Part One   | The Walking Dead: A Queda do Governador - Parte 1 | ISBN 9781250020642 | Robert Kirkman e Jay Bonansinga | 8 de outubro de 2013  |
| The Walking Dead: The Fall of the Governor Part Two   | The Walking Dead: A Queda do Governador - Parte 2 | ISBN 9781447266822 | Robert Kirkman e Jay Bonansinga | 13 de março de 2014   |
| Robert Kirkman's The Walking Dead: Descent            | The Walking Dead: Declínio                        | ISBN 9781250057174 | Jay Bonansinga                  | 14 de outubro de 2014 |
| Robert Kirkman's The Walking Dead: Invasion           | The Walking Dead: Invasão                         | ISBN 9781250058508 | Jay Bonansinga                  | 6 de outubro de 2015  |
| Robert Kirkman's The Walking Dead: Search and Destroy | The Walking Dead: Busca e Destruição              | ISBN 9781250058515 | Jay Bonansinga                  | 18 de outubro de 2016 |
| Robert Kirkman's The Walking Dead: Return to Woodbury | The Walking Dead: Retorno para Woodbury           | ISBN 9781250058522 | Jay Bonansinga                  | 01 de outubro de 2017 |
| Robert Kirkman's The Walking Dead: Typhoon            | The Walking Dead: Tufão                           | ISBN 9781508297116 | Wesley Chu                      | 01 de outubro de 2019 |

## Prêmios e indicações
| Ano  | Prêmio                                | Categoria               | Indicação        | Resultado | Ref           |
| ---- | ------------------------------------- | ----------------------- | ---------------- | --------- | ------------- |
| 2003 | Eisner Award                          | Melhor Nova Série       | The Walking Dead | Indicado  | [ 43 ] [ 44 ] |
| 2007 | Eisner Award                          | Melhor Série Continuada | The Walking Dead | Indicado  | [ 45 ]        |
| 2010 | Eisner Award                          | Melhor Série Continuada | The Walking Dead | Venceu    | [ 46 ]        |
| 2011 | 1st Critics' Choice Television Awards | Melhor Série de Drama   | The Walking Dead | Indicado  |               |